# Comanche Moon
Comanche Moon (br.: Lua Comanche) é um livro do gênero western de autoria do escritor estadunidense Larry McMurtry, publicado em 1997. É o segundo na cronologia da narrativa e a última novela de McMurtry da série Lonesome Dove.
Essa novela faz uma "ponte" entre os livros Dead Man's Walk e Lonesome Dove. Os protagonistas Woodrow Call e Gus McCrae estão na faixa dos 30 anos de idade, ainda servindo com os respeitados Texas Rangers.

## Enredo
Em 1857, o governador do Texas 
Elisha Pease envia uma pequena tropa de Texas Rangers, liderada pelo capitão Inish Scull, até a região de Llano Estacado para perseguir o índio comanche ladrão de cavalos Lobo Veloz. Ao acamparem, o índio rouba o cavalo branco de Scull chamado Hector e leva o animal para o México, em  Sierra Perdida, esconderijo do bandido Ahumado, temido pelas torturas e sofrimentos que inflige as suas vítimas. Scull promove McCrae e Call a capitães e lhes ordena retornarem para Austin com a tropa, enquanto ele vai atrás de Lobo Veloz a pé, acompanhado apenas do batedor indio Kickapoo, Famous Shoes. Ao se encontrar com Lobo Veloz, Ahumado descobre que Scull seguiu o índio. Ele espanca e amarra Lobo Veloz em seu próprio cavalo para que seja arrastado, além de aprisionar o companheiro Três Passaros. Scull encontra Lobo Veloz ainda amarrado ao cavalo e o liberta. Em seguida o capitão é capturado por Ahumado.
Enquanto isso, McCrae e Call chegam a Austin e falam ao governador sobre Scull. Pouco tempo depois, o governador recebe pressões políticas e resolve mandar os dois capitães atrás de Scull. Enquanto eles partem nessa missão, o chefe comanche Corcova de Búfalo comanda um grande ataque índio à Austin.

## Personagens
- Woodrow F. Call – Texas Ranger
- Augustus "Gus" McCrae – Texas Ranger
- Clara Forsythe Allen – amante de Gus, filha do dono do armazém
- Maggie Tilton – amante de Woodrow
- Inish Scull – capitão dos Texas Rangers
- Inez Scull – esposa infiel de Inish Scull
- Long Bill Coleman – Texas Ranger
- Jake Spoon, Pea Eye Parker, Joshua Deets – Texas Rangers
- Famous Shoes – batedor índio dos Rangers
- Corcova de Búfalo – Senhor da guerra Comanche
- Lobo veloz – ladrão de cavalos Comanche
- Pato Azul – Filho de Corcova de Bufalo
- Ahumado – bandido mexicano
- Goyeto – capanga e escalpelador de Ahumado
- Tana – mulher da tribo de Corcova de Búfalo

## Minissérie
Uma adaptação para a televisão foi ao ar pela rede CBS, com o primeiro capítulo exibido em 13 de janeiro e o quarto e último em 16 de janeiro de 2008. No Brasil, a minissérie foi exibida pela Rede de TV a Cabo Space, com o nome de Terra de Bravos.